# Verbrand Nieuwland
Verbrand Nieuwland is een straat in Brugge.

## Beschrijving
Deze straat heette oorspronkelijk Nieuwland. De naam wordt bij herhaling aangetroffen in documenten uit de 13de eeuw. De betekenis was duidelijk, het ging om land dat onlangs was ontgonnen en bebouwbaar gemaakt. Dit stadsgebied lag pas vanaf 1297 binnen de bescherming van de nieuwe vestingwerken rondom de stad.
Nieuwland was geen uitzonderlijke naam om dergelijke nieuw te ontginnen grond aan te duiden. In Brugge had men verschillende straten met die naam. De Arsenaalstraat en de Schouwvegersstraat heetten aanvankelijk ook Nieuwland.
Nieuwland was per definitie afgebrande grond, waar men de distels en het struikgewas door brand had van verwijderd. Het was een procedé dat toch speciaal genoeg was om de verbeelding te treffen en er in de volksmond Verbrand Nieuwland van te maken.
Het Verbrand Nieuwland loopt in grote mate parallel met de Langestraat, en heeft dan ook heel vaak gediend en dient heden nog, als tweede uitgang voor woningen langs de Langestraat.
Verbrand Nieuwland loopt van de Molenmeers naar de Rodestraat.

## Literatuur

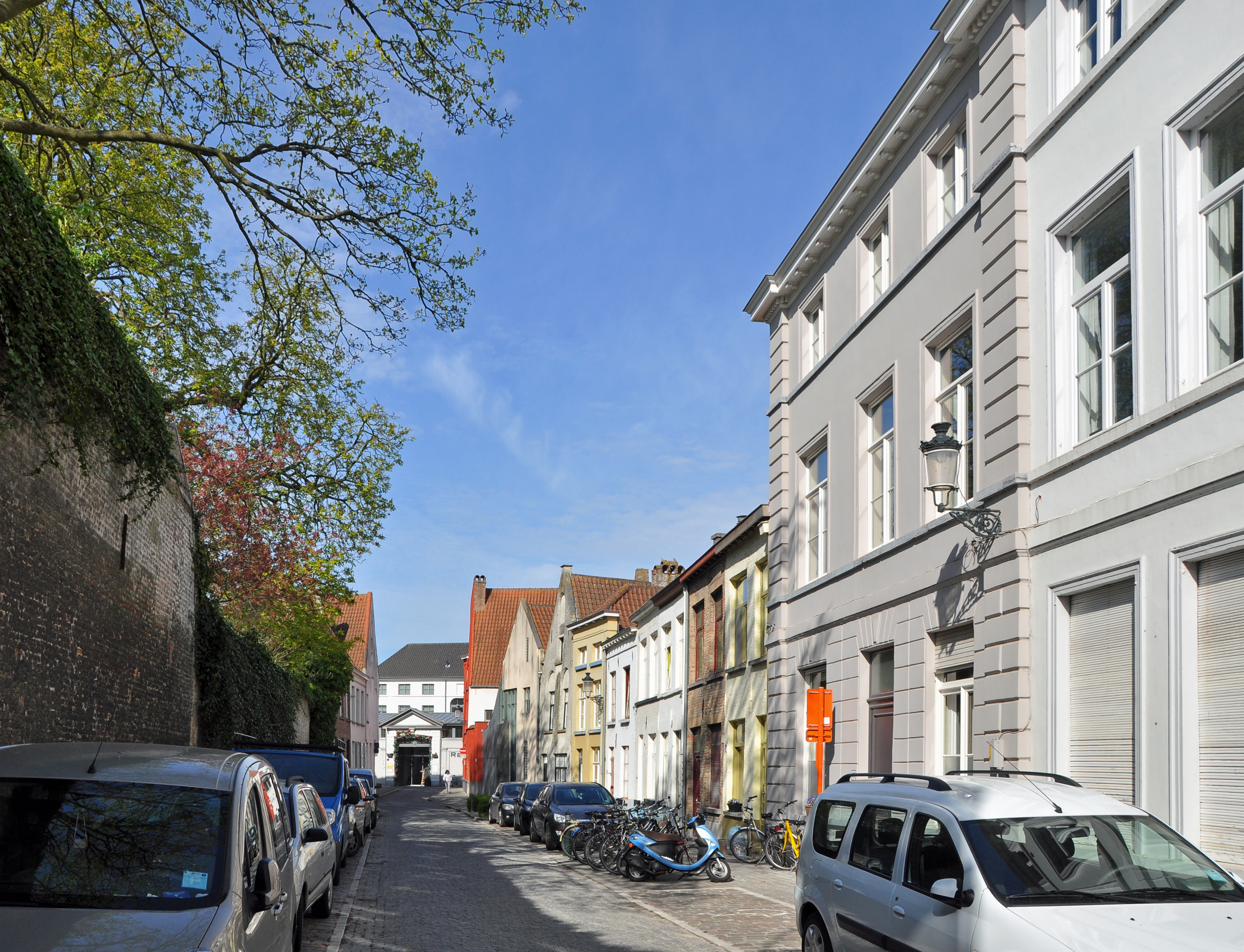
Het Verbrand Nieuwland, gezien naar de Molenmeers toe
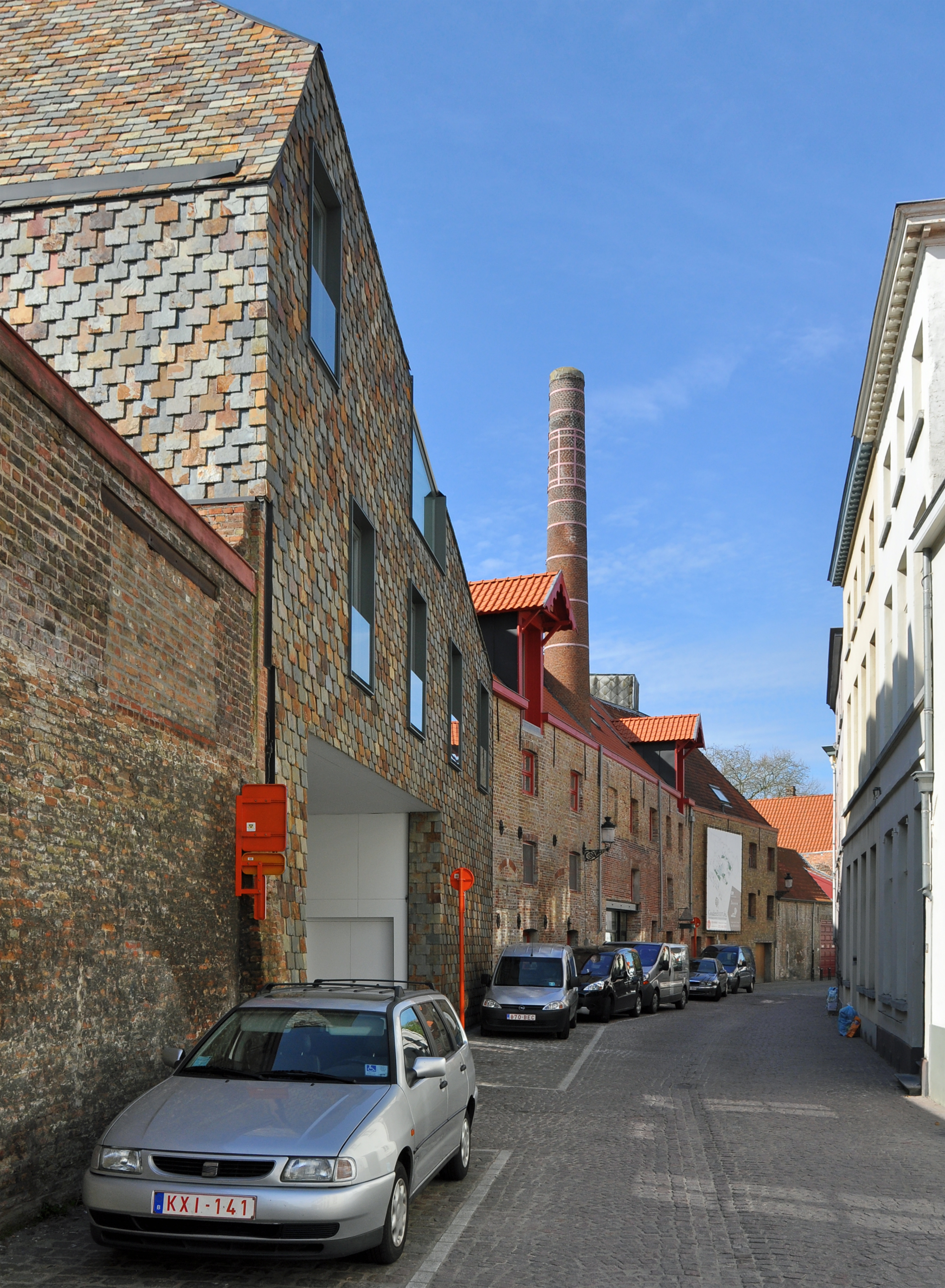
Het Verbrand Nieuwland, met centraal in beeld een deel van de bedrijfsgebouwen van de voormalige brouwerij De Gouden Boom